# Charlotte Dietrich (Sozialpädagogin)
Charlotte Elise Dietrich (* 12. November 1887 in Leipzig; † 4. August 1976 in Berlin) war eine Pionierin der Sozialen Arbeit in Deutschland.

## Leben und Wirken
Sie studierte Deutsch, Französisch und Geschichte an der Universität ihrer Heimatstadt. Ihr Studium schloss sie am 30. November 1918 mit der Promotion zum Dr. phil ab. Das Thema ihrer Dissertation lautete: Die politischen Anschauungen Metternichs.
Nach einer kurzen Zusammenarbeit mit Hugo Gaudig übernahm sie am 1. Februar 1920 die Leitung der neu gegründeten Sozialen Frauenschule der Stadt Breslau. Dort unterrichtete sie unter anderem Psychologie und Pädagogik. Vier Jahre später wurde ihr noch die Leitung des Kindergärtnerinnen- und Hortnerinnenseminars der Stadt Breslau, einschließlich des Jugendleiterinnenlehrgangs und der Kinderpflegerinnenausbildung, übertragen. Im Jahre 1925 übernahm sie, bis 1927 in Personalunion mit Alice Salomon, die Leitung der Sozialen Frauenschule in Berlin. Zusätzlich zu ihren Verwaltungsaufgaben unterrichtete sie Psychologie, Pädagogik, Frauenfragen und Soziale Literatur.
Als die Nationalsozialisten an die Macht kamen, führte sie die soziale Ausbildungsstätte im Sinne der NS-Ideologie:

„Charlotte Dietrich hat die nationalsozialistische Machtergreifung als einen ‚Neubeginn‘, eine Restauration der Anfänge, unterstützt. Dabei hat sie mit dem neuen NS-Vorsitzenden des Vereins, Eduard Spiewok, zusammengearbeitet. Dieser hat ihr Anfang April die kommissarische Oberleitung des PFH Haus I (Pestalozzi-Fröbel-Haus) übertragen und im Februar 1935 persönlich gedankt ‚für die im Interesse des Vereins im letzten Jahr geleistete Arbeit‘, wie es im Protokoll der Vorstandssitzung heißt.“

Um, wie Charlotte Dietrich später rückblickend sagte, „die Schule zu retten“, beantragte sie am 25. November 1937 die Aufnahme in die NSDAP und wurde rückwirkend zum 1. Mai desselben Jahres aufgenommen (Mitgliedsnummer 5.916.653). Sie setzte sich, das damalige Vokabular benutzend, für die neue Berufsbezeichnung „Volkspflegerin“ ein:

„Als nach dem Umbruch der Begriff Fürsorgerin […] ersetzt wurde durch den Begriff Volkspflegerin, da war das nicht nur ein Wechsel des Namens, sondern ein Akt programmatischer Bedeutung […]  Fürsorge setzt voraus, daß 1. ein Grund zum Sorgen, also eine Notlage vorhanden ist, 2. daß die Hilfsmaßnahmen von einem anderen ausgehen und nicht von den ihr Bedürfenden selbst. Volkspflege betont dagegen, daß auch der gesunde Volkskörper Ausgangspunkt von Maßnahmen sein kann. Der Begriff ‚Volkspflege‘ betont die Überordnung der Gemeinschaft über den Einzelnen. Nicht Glück und Wohlbefinden des Einzelnen sind Ziel der Maßnahmen, sondern Stärke und Kraft des ganzen Volkes, der Gemeinschaft.“

Nach dem Zusammenbruch der NS-Diktatur schied sie als politisch belastet aus der Sozialen Frauenschule aus und wurde am 2. Oktober 1946 entnazifiziert. Folgend arbeitete sie in der Flüchtlings- und Heimkehrerfürsorge in Berlin. Im Jahre 1947 erhielt sie eine Anstellung beim Evangelischen Diakonieverein und dem Zehlendorfer Verband für evangelische Diakonie. Sie unterrichtete die Diakonissen in Pädagogik und Psychologie. Zudem beteiligte sie sich an der Weiterentwicklung der Diakonieschulen in Kassel und Berlin, der späteren Schwesternhochschule der Diakonie, seit 1994 Studiengang Pflege/Pflegemanagement an der heutigen Evangelischen Fachhochschule Berlin.
Charlotte Dietrich gehörte mehreren Gremien und Verbänden an. So war sie unter anderem zweite Vorsitzende der Deutschen Akademie für soziale und pädagogische Frauenarbeit, war von 1925 bis 1933 Mitglied des Schulausschusses des Seminars für Jugendwohlfahrt, ab 1933 2. Vorsitzende der Konferenz Sozialer Frauenschulen Deutschlands und wurde 1924 in den Vorstand des Deutschen Fröbelverbandes gewählt.

## Werke (Auswahl)
- Psychologie und Pädagogik in der Wohlfahrtsschule. In: Ministerium für Volkswohlfahrt (Hrsg.): Grundsätzliche Fragen zur Ausbildung der staatlich anerkannten Wohlfahrtsschulen. Berlin 1926.
- Die Volkspflegerin als Volkserzieherin. Schulungsbrief für die Volkspflegerinnen im öffentlichen Dienst. Berlin 1943. (PDF)